# Cyrkuł zamojski
Cyrkuł zamojski (niem. Zamoscer Kreis) – jednostka administracyjna Cesarstwa Austrii w Królestwie Galicji i Lodomerii w latach 1782–1809,  w okresie zaboru austriackiego.
Jego powierzchnia liczyła ponad 5000 km², co stanowiło ponad 6% ziem zabranych przez Austrię w I rozbiorze Polski. Obszar ten objął w przybliżeniu  tzw. Zamojszczyznę (obszar podobny do powierzchni województwa zamojskiego z lat 1975–1998). Obecnie stanowi on głównie południowo-wschodnią część województwa lubelskiego.

## Historia

### Utworzenie cyrkułu
Cyrkuł zamojski z siedzibą w Zamościu utworzono w 1782 roku na ziemiach polskich zagarniętych przez Austrię podczas I rozbioru w ramach reformy administracyjnej w Galicji.
Już 2 września 1780 kancelaria nadworna wydała dekret, w którym poinformowała gubernatora o nowych decyzjach w sprawie organizacji administracyjnej. Cesarzowa Maria Teresa Habsburg już od dłuższego czasu planowała wprowadzenie reform mających na celu dostosowanie ustroju Galicji do zasad obowiązujących w niemieckich krajach dziedzicznych. Właśnie zapadła kluczowa decyzja o przekształceniu dotychczasowych dystryktów w cyrkuły. W związku z tym polecono rozpoczęcie prac nad opracowaniem planu reorganizacji. Jednocześnie określono główne wytyczne, które miały stanowić podstawę przy tworzeniu tego planu. Szczególny nacisk położono na to, aby siedziby władz cyrkułów były zlokalizowane możliwie najbliżej środka cyrkułu. Choć zalecano, aby obszary poszczególnych cyrkułów były w miarę równe pod względem powierzchni, nie należało traktować tej zasady zbyt rygorystycznie – w przypadku istnienia ważnych powodów możliwe były odstępstwa od równomiernego podziału. Zwrócono również uwagę, że nie powinno się bez wyraźnej potrzeby zmieniać lokalizacji siedzib władz, ponieważ wiązałoby się to z licznymi trudnościami – między innymi z koniecznością przeniesienia archiwów, które przez osiem lat znacznie się rozrosły. Na zakończenie podkreślono wagę odpowiedniego doboru kadry kierowniczej do obsadzenia nowych stanowisk.
Zgodnie z przyjętymi wytycznymi opracowano memoriał z 1 grudnia 1780, w którym przedstawiono projekt nowego podziału administracyjnego Galicji na 18 mniejszych cyrkułów na bazie dotychczasowych osiemnastu dystryktów. Jednym z nich był cyrkuł zamojski, który powstał w oparciu o dotychczasowy dystrykt Zamość (1775–1782), należący do zniesionego cyrkułu bełskiego (1773–1782).

### Powiększenie obszaru
Rok 1783 przyniósł znaczne zmiany. W patencie z 25 listopada 1783 zaznaczono, że praktyka urzędowania i walory geograficzne skłoniły rząd do zmian niektórych siedzib urzędów cyrkularnych, a co za tym idzie – granic cyrkułów. W tym zakresie postanowiono znieść sąsiedni cyrkuł tomaszowski, który okazał się zbyt mały – szczególnie po zwróceniu Polsce w 1777 roku znacznych terenów w rejonie Biłgoraja (miasta Biłgoraj, Frampol, Goraj, Janów, Modliborzyce i Zaklików z okolicami). Część północną zniesionego  cyrkułu tomaszowskiego (z Jarczowem, Józefowem, Krzeszowem, Łaszczówką, Tarnogrodem i Tomaszowem) włączono do cyrkułu zamojskiego.

### Zniesienie cyrkułu

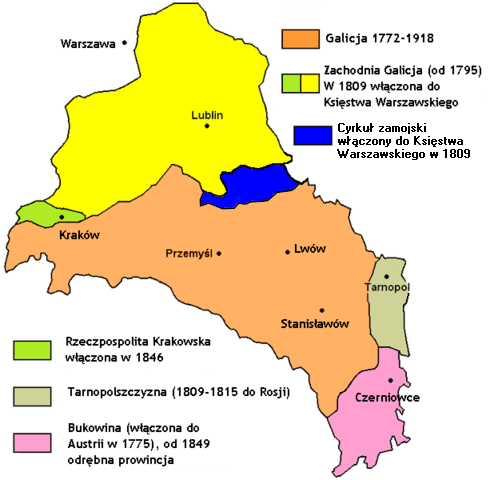
Cyrkuł zamojski zaznaczony na granatowo

Zgodnie z postanowieniami podpisanego 14 października 1809 pokoju w Schönbrunnie, cyrkuł zamojski wraz z całą  Nową Galicją zostały włączone do Księstwa Warszawskiego, a następnie w 1815 do Imperium Rosyjskiego jako część Królestwa Kongresowego. Obszar wszedł w skład departamentu lubelskiego i został podzielony na powiaty hrubieszowski, tarnogrodzki, tomaszowski i zamojski.

## Geografia, społeczność, osadnictwo
Wydana po raz pierwszy w roku 1786 „Geografia (...) Galicyi i Lodomeryi” autorstwa hrabiego Ewarysta Andrzeja Kuropatnickiego podawała, iż cyrkuł zamojski obfituje ten cyrkuł w... pola żyzne i urodzajne, osobliwie: żyta, pszenice, konopie, w różne ryby, sumy, węgorze, leszcze; także stawy ma wielkie; w lasy na budowle szkut, dubasów, komięg, tu palą potaże, biją klepki i bale, robią belki; huty szklane; zwierza dosyć różnego i barci na lasach – zkąd wiele miodu. Droga idzie murowana ode Lwowa traktem ku Warszawie na Janów, Rawę, Tomaszów, Zamość ku granicy pod Tarnogórą polską. W sieci państwowych dróg bitych, Zamość skomunikowany był z resztą Galicji jedynie ze Lwowem (położonym ok. 130 km na południowy wschód).
Na mocy dekretu Józefa II z pierwszego grudnia 1785 urząd cyrkularny i podległe mu samorządy urzędowały tylko w języku niemieckim. Władze cyrkularne w dobie absolutyzmu oświeceniowego miały bardzo szeroki zakres uprawnień dotykający wiele dziedzin codziennego życia.
W ramach wielkiej klasyfikacji osad miejskich na obszarze Galicji w latach 1784–1785, na obszarze cyrkułu zamojskiego rozgraniczono następujące 17 miast (zarządzanych przez magistrat z burmistrzem) i miasteczek (zarządzanych przez asesora lub syndyka):
- 10 miast: Grabowiec, Horodło, Hrubieszów, Józefów, Krzeszów, Szczebrzeszyn, Tarnogród, Tomaszów, Tyszowce i Zamość;
- 7 miasteczek: Jarczów, Komarów, Krasnobród, Kryłów, Łaszczów, Skierbieszów i Uchanie.

Po włączeniu cyrkułu zamojskiego do Księstwa Warszawskiego w 1809 roku, wszystkie miasteczka zostały z powrotem przekształcone w miasta, ponieważ koncepcja miasteczka na tym obszarze nie występowała.
W ramach tzw. kolonizacji józefińskiej w cyrkule zamojskim powstało kilka kolonii niemieckich, np. Różaniec czy Korchów.